# Muruhugu
Muruhugu är ett vattendrag i Burundi.   Det ligger i provinsen Kayanza, i den nordvästra delen av landet, 60 km nordost om huvudstaden Bujumbura.
Omgivningarna runt Muruhugu är en mosaik av jordbruksmark och naturlig växtlighet. Runt Muruhugu är det tätbefolkat, med 383 invånare per kvadratkilometer.